# Goldenrod, Florida
Goldenrod är en ort (CDP) i Orange County, och  Seminole County, i delstaten Florida, USA. Enligt United States Census Bureau har orten en folkmängd på 12 039 invånare (2010) och en landarea på 6,5 km².